# ローマ軍団一覧
以下に記載されるローマ軍団は、共和政ないし帝政期を通じて編成された軍団である。軍団の名前をローマ数字で表し、それに通称（コグノーメン、「家族名」と同じラテン語）と、動物や伝説上の半神などによる紋章が附随するのが通常であった。
レギオーに帰属を求める習慣が確立されたのはガイウス・マリウスの軍制改革を経た共和政後期からであり、それ以前の王政時代や共和制初期・中期にはあまり見られなかった。よって共和政期の軍団の多くはマリウスの甥であるガイウス・ユリウス・カエサルやその配下によるものが占めている。

## 共和政末期の軍団
- 第1軍団ゲルマニカ: カエサルによる編成
- 第2軍団サビナ→第2軍団アウグスタと改称
- 第3軍団キュレナイカ: マルクス・アントニウスによる編成
- 第3軍団ガッリカ: カエサルによる編成
- 第4軍団マケドニカ: カエサルによる編成→ウェスパシアヌスにより解散
- 第4軍団スキュティカ: マルクス・アントニウスによる編成
- 第5軍団アラウダエ:カエサルによる編成
- 第6軍団フェッラタ:カエサルによる編成
- 第7軍団: アウグストゥスにより第7軍団パテルナとして再編→クラウディウスの治世に第7軍団クラウディア・ピア・フィデリスと改称
- 第8軍団: カエサルによる編成→アウグストゥスにより第8軍団アウグスタとして再編
- 第9軍団トリウムパリス: カエサルによる編成→アウグストゥスにより第9軍団ヒスパナとして再編
- 第10軍団エクェストリス（第10軍団ウェネリア）: カエサルによる編成→アウグストゥスにより第10軍団ゲミナとして再編
- 第11軍団: カエサルによる編成→アウグストゥスにより第6軍団クラウディアとして再編
- 第12軍団ウィクトリクス: カエサルによる編成
- 第13軍団→アウグストゥスにより第13軍団ゲミナとして再編
- 第18軍団リビカ: マルクス・アントニウスによる編成→後に解散
- 第30軍団クラッシカ: カエサルによる編成

## 帝政前期・中期の軍団

### 第1軍団（Legio I）
- 第1軍団ゲルマニカ（紀元前48年 - 70年）
- 第1軍団アディウトリクス（68年 - 444年）
- 第1軍団イタリカ（66年9月22日 - 5世紀）
- 第1軍団マクリアナ・リベラトリクス（68年 - 69年）
- 第1軍団ミネルウァ（82年 - 4世紀）
- 第1軍団パルティカ（197年 - 6世紀初頭）

### 第2軍団（Legio II）
- 第2軍団アディウトリクス（70年 - 3世紀）
- 第2軍団アウグスタ（9年 - 3世紀） - 別名「第2軍団ガッリカ」
- 第2軍団イタリカ（165年 - 5世紀初頭）
- 第2軍団パルティカ（197年 - 4世紀前半）
- 第2軍団トライアナ・フォルティス（105年 - 5世紀） - 別名「第2軍団ゲルマニカ」

### 第3軍団（Legio III）
- 第3軍団アウグスタ（紀元前43年 - 4世紀）
- 第3軍団キュレナイカ（紀元前36年頃 - 5世紀）
- 第3軍団ガッリカ（紀元前49年 - 4世紀）
- 第3軍団イタリカ（165年 - 4世紀）
- 第3軍団パルティカ（197年頃 - 5世紀）

### 第4軍団（Legio IV）
- 第4軍団マケドニカ（紀元前48年 - 70年）

→第4軍団フラウィア・フェリクス（70年 - 400年以前）として再編
- 第4軍団スキュティカ（紀元前42年 - 5世紀）

### 第5軍団（Legio V）
- 第5軍団アラウダエ（紀元前52年 - 70年）
- 第5軍団マケドニカ（紀元前43年 - 400年以降）

### 第6軍団（Legio VI）
- 第6軍団フェッラタ（紀元前52年 - 250年）
- 第6軍団ウィクトリクス（紀元前41年 - 4世紀）

## ディオクレティアヌスの改革以降の軍団

### 変革内容
ディオクレティアヌスはローマ帝国を4分割にして、大幅な軍制改革を行った。それまで一体であった兵力を国境警備軍と精鋭中央軍とに分けた。このため防衛の戦術は、国境警備が敵を一時食い止め、その間にローマ皇帝ないし高級将校（マギステル・ミリトゥムなど）が指揮する精鋭部隊が現地に急行、敵を邀撃する形に変わった。各軍団は以下の4種類に区分される。
- スコラエ（scholae）

ローマ皇帝の新鋭部隊。従来の親衛隊を解散して新たに創設した皇帝の護衛部隊。
- パラティナエ（palatinae）

詳細は不明。皇宮の警護部隊かと思われる。「パラティネ・コミタテンセス」など、「パラティネ・～」と続く名称も確認されるため、精鋭部隊とも見る説もある。
- コミタテンケス（comitatences）

野戦部隊。新しく創設された軍団もあったが、多くは従来の軍団がそのまま継承した。
- プセウドコミタテンケス（pseudocomitatences）

準野戦部隊。従来の軍団から存続しているものもあった。

### 軍団
- 第1軍団（Legio I）
  - 第1軍団アルメニカ
  - 第1軍団フラウィア・コンスタンティア
  - 第1軍団フラウィア・ガッリカナ・コンスタンティア
  - 第1軍団フラウィア・マルティス
  - 第1軍団フラウィア・パキス
  - 第1軍団フラウィア・テオドシカナ
  - 第1軍団イリュコルム
  - 第1軍団ロウィア
  - 第1軍団イサウラ・サギタリア
  - 第1軍団ユリア・アルピナ
  - 第1軍団マルティア
  - 第1軍団マクシミアナ・タエバノルム
  - 第1軍団ノリコルム
  - 第1軍団ポンティカ

- 第2軍団（Legio II）
  - 第2軍団アルメニアカ - プセイドコミタテンケス
  - 第2軍団ブリタンニカ - コミタテンケス
  - 第2軍団フラウィア・コンスタンティア - コミタテンケス
  - 第2軍団フラウィア・ウィルトゥティス - コミタテンケス
  - 第2軍団ヘルクリア - ディオクレティアヌスによる創設。小スキシアに駐屯
  - 第2軍団イセウリア
  - 第2軍団ユリア・アルピナ - プセウドコミタテンケス
  - 第2軍団フェリクス・ウァレンティス - コミタテンケス

- 第3軍団（Legio III）
- 第4軍団（Legio IV）
- 第5軍団（Legio V）
- 第6軍団（Legio VI）
- 第12軍団（Legio XII）